# Santa Comba (Vila Nova de Foz Côa)
Pour les articles homonymes, voir Santa Comba.
 (avril 2007).
Santa Comba est une paroisse (freguesia) portugaise de la ville de Vila Nova de Foz Côa, avec une superficie de 30,83 km2 et une population de 290 habitants (2001).
La densité de la paroisse s'élève à 9,4 hab/km2.